# 龔篪
龔篪，廣西承宣布政使司梧州府蒼梧（今廣西梧州市）人，明朝政治人物、進士出身。

## 生平
永樂二年（1404年），登進士，官至廣東左參政。